# Gottlieb Schumacher

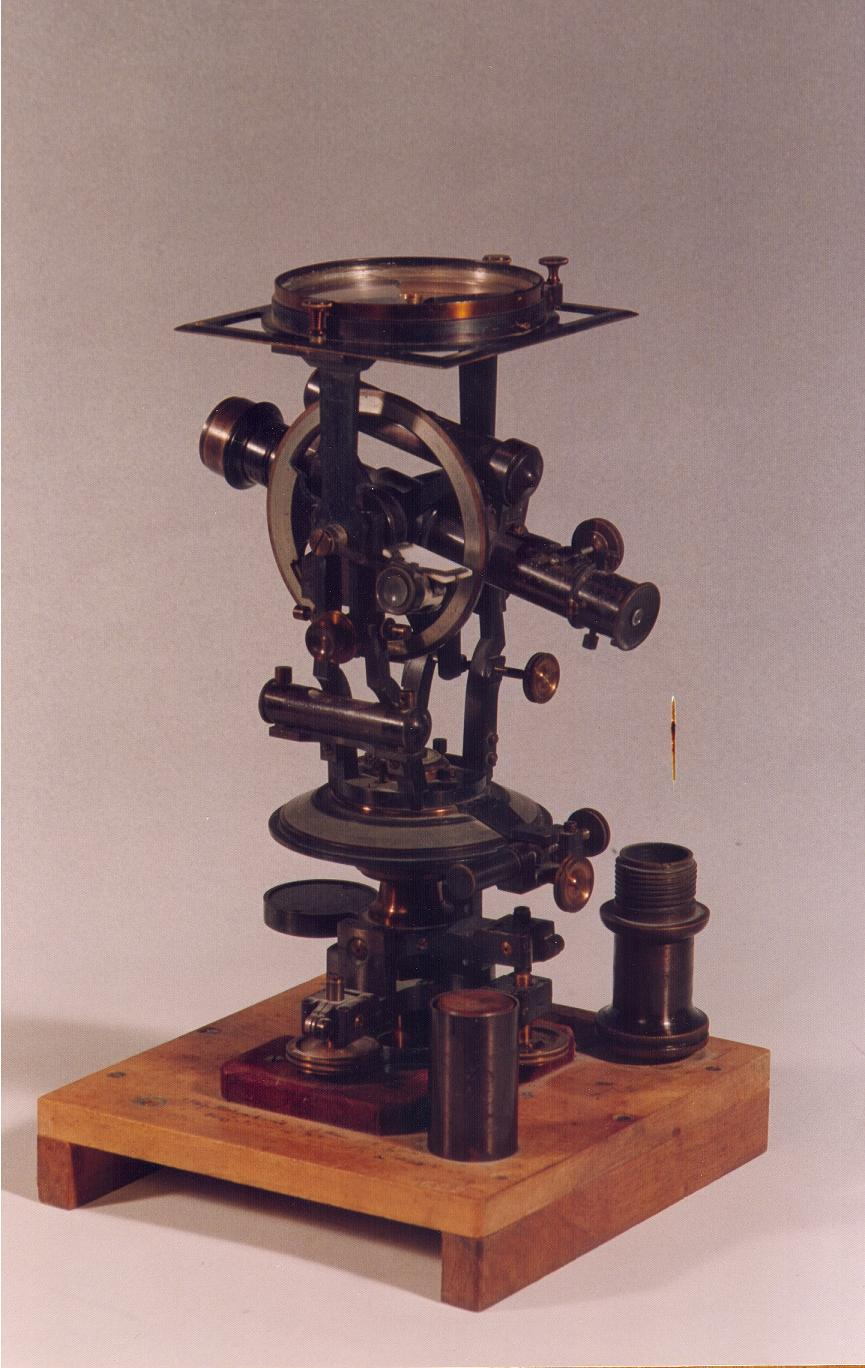
Théodolite utilisé par Gottlieb Schumacher (conservé à l'Institut protestant allemand d'archéologie à Jérusalem)

Gottlieb Schumacher, né en 1857 à Zanesville (Ohio) et mort en Palestine en 1925, est un ingénieur, architecte et archéologue américain. Il est connu pour avoir réalisé les premières fouilles archéologiques en Palestine.

## Biographie
Ses parents ayant immigré de Tübingen en Allemagne aux États-Unis, où il naît en 1857. Son père Jacob Schumacher était membre de la société des Templiers, une secte protestante fondée en Allemagne dans les années 1860 puis qui s'était établie à Haïfa en Palestine. En 1869, Jacob Schumacher s'installe dans cette colonie du Temple dont il devient l'entrepreneur et l'architecte en chef.
Gottlieb étudie la mécanique en Allemagne avant de retourner en Palestine en 1881.
Il devient rapidement un expert dans la construction de routes et autres demeures. Il est nommé ingénieur en chef de la province d'Acre par le gouvernement de l'Empire ottoman. Parmi ses nombreux travaux citons les hôtels d'Écosse de Safed et de Tibériade, l'hôtel russe de Nazareth, le cellier de l'exploitation viticole de Rothschild à Rishon LeZion ainsi que le pont de Kishon.
L'un de ses plus importants projets a été d'inspecter les régions du Golan, d'Hauran et d'Ajlun pour la préparation de la voie ferrée Damas-Haïfa qui fut reliée au chemin de fer du Hedjaz à Deraa. Dans ce même cadre il a aussi agrandi la digue du port de Haïfa. Pour ces travaux il réalisa les premières cartes géographiques de ces régions en en soulignant les restes archéologiques et les villages contemporains.
À partir de 1886 il a publié des articles sur ses trouvailles dans le Zeitschrift des Deutschen Palästina-Vereins. Ces articles ainsi que des livres sont réimprimés trimestriellement en langue anglaise par le Palestine Exploration Fund. De 1903 à 1905 Schumacher effectue des fouilles à Tel el-Mutesellim qui s'avéra contenir les ruines de l'ancienne cité de Megiddo. Le premier volume des résultats couvrant la stratigraphie et l'architecture a été publié en 1908. Le second volume, une étude de plus petites trouvailles, a été publiée en 1929 par Carl Watzinger. Parmi ces découvertes figure l'ancienne synagogue de Capharnaüm.
Sa méthodologie concernant les fouilles, comme celle de la plupart de ses contemporains, était basée sur le déblaiement prudent d'un horizon architectural plutôt que sur la dissection des diverses couches de terre. Cependant les travaux ont été précisément enregistrés selon les normes actuelles et ses rapports sont richement illustrés de photographies des zones fouillées. Il a aussi inclus de simples mais beaux croquis afin d'illustrer du nord au sud les différents sites et aussi des points stratigraphiques particuliers.
Sa principale fouille, l'aire de Megiddo, était une tranchée de 20-25 mètres, allant au nord et au sud à partir du centre du tel, dans laquelle Schumacher identifia huit strates. Il numérota celles-ci de bas en haut. La plupart d'entre elles purent être datées par des poteries des périodes du Bronze Moyen II au Fer II. Ce travail a été la base des futures fouilles entreprises par l'Institut oriental de Chicago entre 1925 et 1939.
Schumacher découvrit un nombre important de monuments à Megiddo.
- Une partie d'un palais de l'âge du Bronze ancien complètement découvert dans la strate XII des fouilles de l'Institut oriental de Chicago.
- Un palais daté de Fer II A dans le côté sud du tel (dit "bâtiment 1723" par les fouilleurs de l'Institut Oriental de Chicago) dans lequel il découvrit un magnifique sceau représentant un lion et ces mots : "Shema serviteur de Jéroboam".
- Des tombes en voutes en corbeau n'ayant pas de parallèle dans le Levant (Strate IV).

Au début de la première Guerre Mondiale quelques membres de sa communauté retournèrent en Allemagne. Schumacher y restera jusqu'en 1924 puis retournera chez lui au Mont Carmel près de Haïfa ou il meurt en 1925.

## Publications
- The Jaulân: surveyed for the German Society for the Exploration of the Holy Land, 1888 .
- Avec Laurence Oliphant, Guy Le Strange, Across the Jordan; being an exploration and survey of part of Hauran and Jaulan, 1889 .
- Avec Carl Watzinger, Tell el Mutesellim; Bericht über die 1903 bis 1905 mit Unterstützung SR. Majestät des deutschen Kaisers und der Deutschen Orientgesellschaft vom deutschen Verein zur Erforschung Palästinas Veranstalteten Ausgrabungen]
  - Volume 1, 1908 
  - Volume 2, 1929